# Wosnessenka (Melitopol)
Wosnessenka (ukrainisch und russisch Вознесенка) ist ein Dorf im Süden der ukrainischen Oblast Saporischschja mit etwa 5100 Einwohnern (2004).

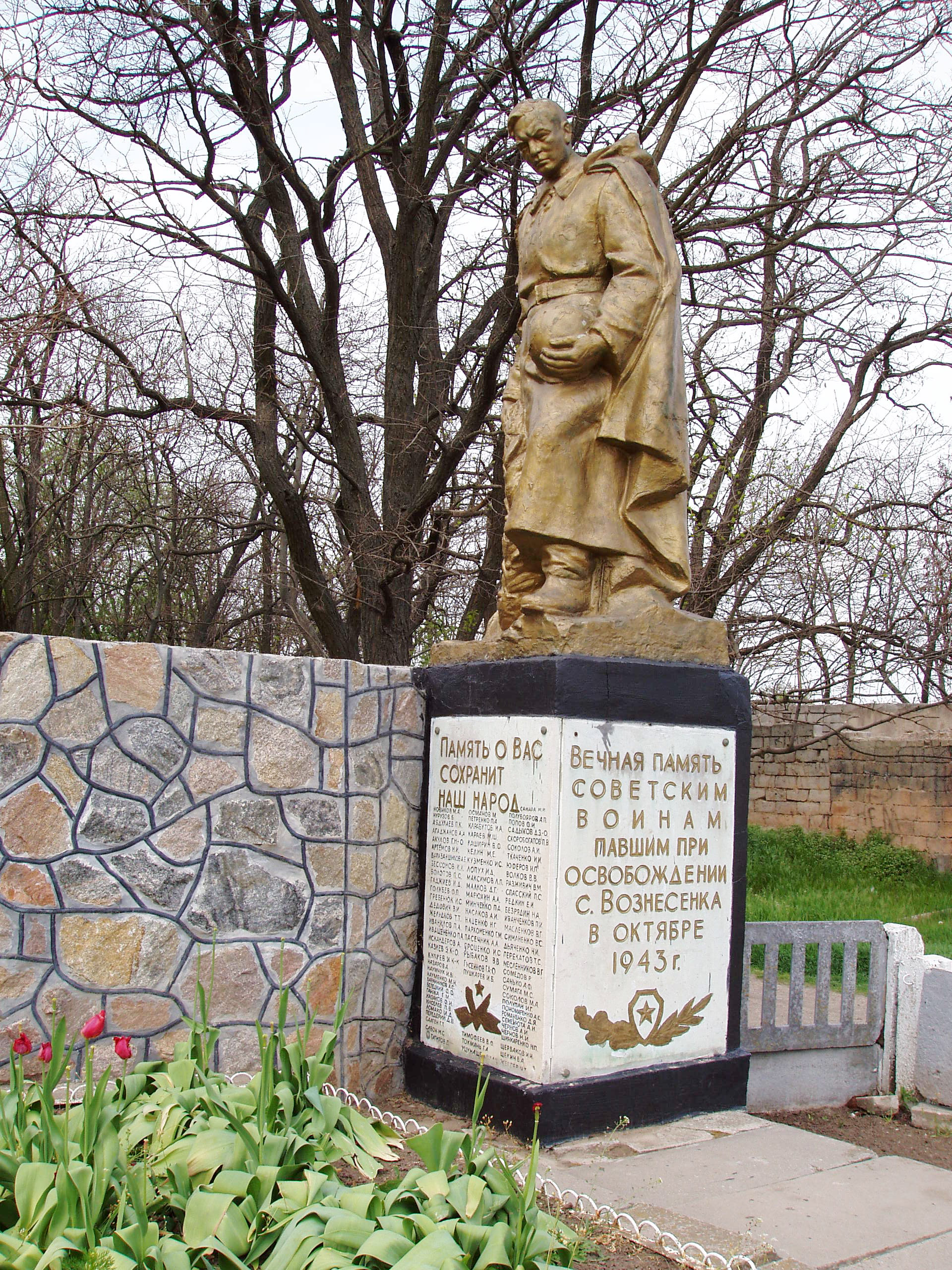
Kriegerdenkmal in Wosnessenka

Das Dorf liegt am linken Ufer der Molotschna nordöstlich der Stadt Melitopol und nördlich des Dorfes Kostjantyniwka im Rajon Melitopol.
In dem 1861 gegründeten Dorf lebten zu Beginn des Ersten Weltkrieges 2776 Menschen, bis Ende des Jahres 1920 stieg die Bevölkerung auf 7975 Einwohner. Zwischen dem 5. Oktober 1941 und dem 14. Oktober 1943 war das Dorf von der Wehrmacht besetzt.
Am 12. Juni 2020 wurde das Dorf ein Teil der neugegründeten Landgemeinde Kostjantyniwka, bis dahin bildete es die gleichnamige Landratsgemeinde Wosnessenka (Вознесенська сільська рада/Wosnessenska silska rada) im Zentrum des Rajons Melitopol.